# Schweizer Parlamentswahlen 1991/Resultate Nationalratswahlen
Die Nationalratswahlen der 44. Legislaturperiode fanden am 20. Oktober 1991 statt. Auf dieser Seite findet sich eine Übersicht über die Resultate in den Kantonen (Parteien, Stimmen, Wähleranteil, Sitze, Gewählte).